# Campaniens
Pour les articles homonymes, voir Campanien (homonymie).

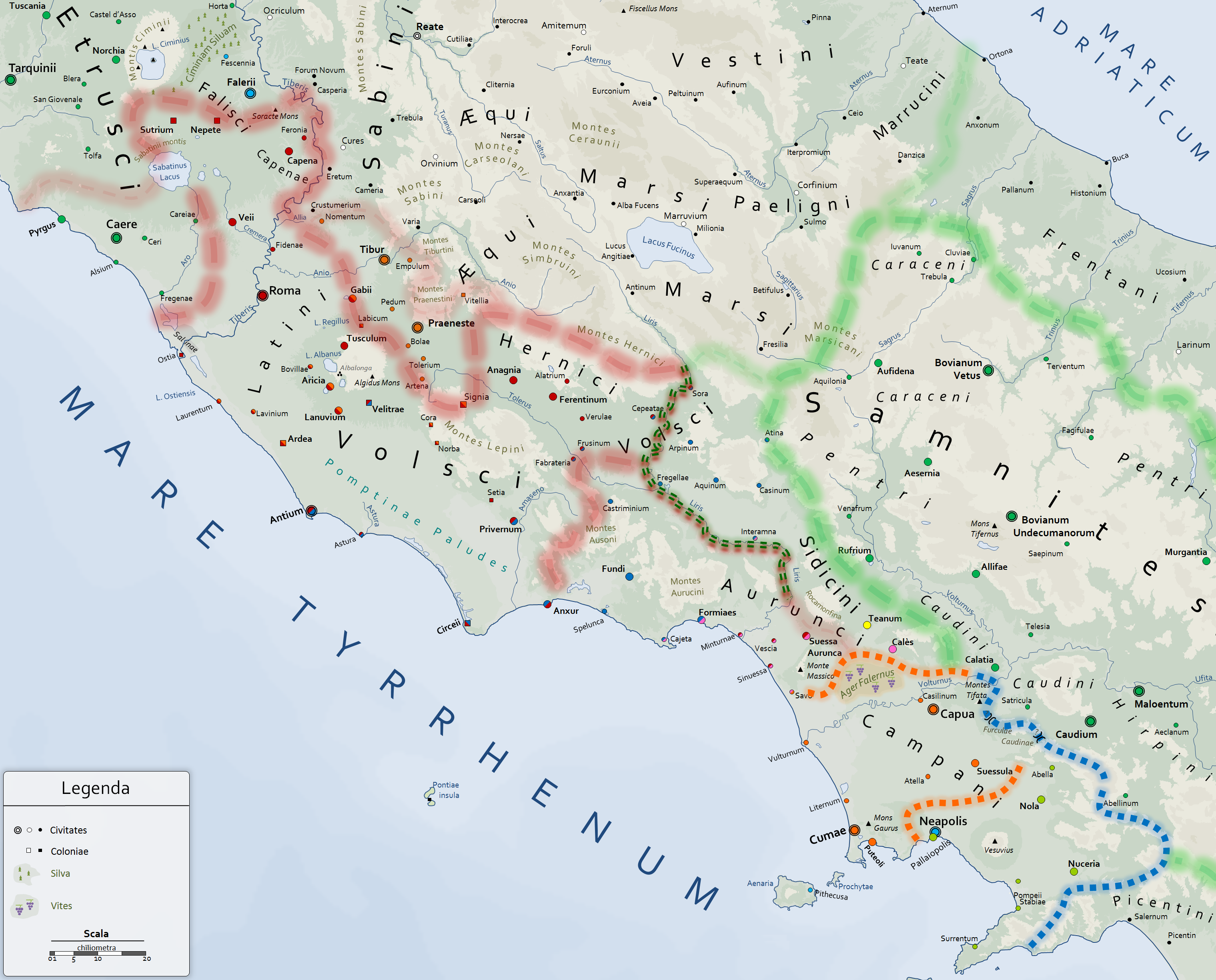
Les Campaniens sur une carte de la première guerre samnite. La Campanie est encadrée par les pointillés bleus et orange, avec l'état campanien de Capoue en orange, la cité grecque de Naples en bleu et les cités campaniennes sous influence samnite en vert.

Les Campaniens  (Campani en latin) sont un peuple italique de l'Italie antique, installés dans l'actuelle Campanie depuis le début du Ier millénaire av. J.-C. et parlant une langue osque.
Du VIIe au Ve siècle av. J.-C., les colons grecs soumettent ou repoussent les Campaniens de la région, mais ceux-ci reconquièrent la majeure partie de la Campanie à partir du milieu du Ve siècle av. J.-C. En 343 av. J.-C., l'État campanien de Capoue appelle Rome à son secours face aux Samnites, ce conflit étant connu sous le nom de première guerre samnite. La paix est rapidement signée entre Romains et Samnites, précédemment alliés, et la mainmise romaine sur les Campaniens est maintenue. S'ensuit la Guerre latine, qui voit Rome soumettre le Latium et le nord de la Campanie. Puis à la fin de la deuxième guerre samnite, toutes les cités campaniennes sont sous domination romaine.

## Les Campaniens dans l'histoire romaine

### Des origines jusqu'au milieu duIVesiècleav. J.-C.
Migrant depuis les Apennins, les proto-osques s'installent dans le territoire de la Campanie actuelle au début du Ier millénaire av. J.-C., ou même avant. Ils s'établissent sur des terres occupées par une population italique qui a peut-être une origine latino-falisques.
Du VIIe au Ve siècle av. J.-C., les colons grecs soumettent ou repoussent les Campaniens de la région, mais, à partir du milieu du Ve siècle av. J.-C., les Osques reconquièrent plusieurs villes sur les côtes campaniennes ainsi que la plupart des villes à l'intérieur des terres. Parmi les principales villes reconquises, des Samnites fondent un État campanien autour de la riche Cumes grecque sur la mer Tyrrhénienne et la Capoue étrusque sur le Volturno, dans les terres. Cet État, devenant plus civilisé et moins belliqueux, reste sous pression des Samnites des montagnes tout au long du IVe siècle av. J.-C.,. Les riches terres fertiles de Campanie sont une tentation permanente pour les raids samnites et les pillages.

### La première guerre samnite
En 354 av. J.-C., Rome conclut un traité d'amitié et d'alliance avec la confédération samnite,,, mais les clauses du traité ne sont pas connues. Les historiens modernes pensent que la rivière Liris sert alors de frontière naturelle entre les sphères d'influence romaine et samnite. Au nord de la Campanie entre le Liris et le Volturno, sur les confins du Samnium, est installé un autre peuple osque, les Sidicins. Leur capitale est Teanum Sidicinum.
Vers 343 av. J.-C., des Samnites venant des montagnes menacent les Sidicins de Teanum, qui font appel à l'État campanien de Capoue. Ce dernier, vaincu par les Samnites, se tourne lui-même vers Rome. La tradition veut que les dirigeants de Capoue prononcent la formule du deditio, ce qui est probablement anachronique et permet de justifier l'intervention romaine : alliés aux Samnites d'une part, les Campaniens ayant remis inconditionnellement corps et biens à Rome d'autre part, les Romains s'engagent auprès des Campaniens dont l'État est maintenant romain plutôt qu'auprès de leurs alliés samnites. Aux côtés des Romains, se trouve la ligue latine ainsi que les Campaniens de Capoue, Suessula et Cumes.
Le conflit militaire connu sous le nom de « première guerre samnite » est bref,. Toutefois, bien que non décisive, « la victoire de Rome appartient à la réalité historique ». Le parti romain favorable à l'alliance avec les Samnites et des tensions entre Rome et la ligue latine mène Rome à renouveler très rapidement l'alliance avec la confédération samnite,. Les Romains acceptent que les Sidicins restent dans la sphère d'influence samnite, mais la mainmise romaine sur les Campaniens est maintenue. La richesse et la main-d’œuvre campaniennes sont un ajout majeur à la puissance de Rome.

### La Guerre latine
L'abandon de Teanum est un coup dur pour l'économie commerciale des Latins et les Sidicins font appel à eux. De plus, les Campaniens peuvent se sentir trahis par ce renouvellement du pacte romano-samnite, bien que Capoue ait été préservée de l'attaque des Samnites par Rome. Celle-ci ne semble être intervenue en Campanie que pour y prendre pied.
Rome est une puissance locale dans le Latium dont la politique agressive en Campanie est vécue comme une menace pour leur intégrité par les communautés latines qui risquent de se retrouver enclavées dans le territoire romain. La Guerre latine est en fait l'ultime sursaut de résistance de ces derniers qui tentent de préserver leur indépendance. Dans cette tentative, ils sont rejoints par les Volsques, qui partagent alors la même situation et les mêmes craintes, une partie des Campaniens, les Sidicins et les Aurunces, trois autres peuples qui risquent tous de disparaître au profit des puissances dominantes d'Italie centrale, Rome et les Samnites.
La première conséquence de la victoire romano-samnite dans ce conflit est la dissolution de la Ligue latine et l'organisation « à la carte » du Latium et du nord de la Campanie par Rome, cette dernière traitant au cas par cas avec les cités et les peuplades,. Certaines cités campaniennes se voient octroyer la citoyenneté sans droit de vote (civitas sine suffragio), comme Cumes et Suessula, qui leur permet de conserver une autonomie de gestion et des magistrats dotés de leur titulature traditionnelle,. 
Le cas de Capoue est particulier, puisque d'une part le peuple de la ville se voit puni, l'ager Falernus étant retirée à la cité pour cette raison, mais d'autre part les chevaliers de la ville restés fidèles à Rome sont récompensés par la pleine citoyenneté et une indemnité payée par leur cité elle-même. En 334 av. J.-C., tout le peuple de Capoue reçoit la citoyenneté sans suffrage. La ville conserve tout au long du IIIe siècle av. J.-C. sa langue et ses institutions, avec le meddix tuticus comme magistrat suprême. Jusqu'à la deuxième guerre punique, un rapport privilégié unit dorénavant les aristocraties de Rome et de Capoue, des membres de grandes familles capouannes comme les Decii ou les Atilii donnent des consuls à Rome. Cependant, on est loin d'un « état bicéphale romano-campanien », Rome seule gardant le commandement,,.

### La deuxième guerre samnite

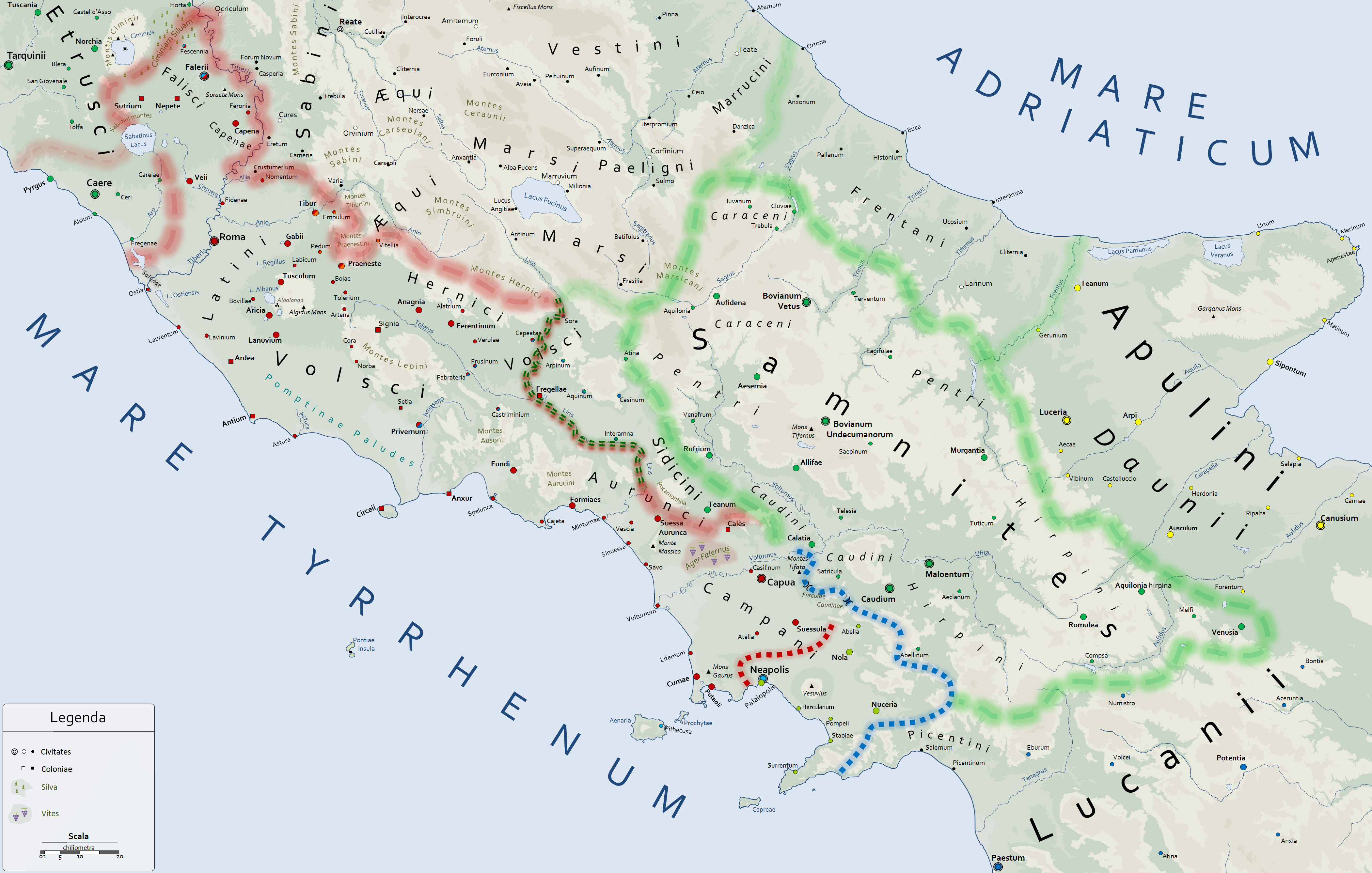
Carte de la deuxième guerre samnite.

La puissance romaine dans le Latium et dans le nord de la Campanie ainsi que le renforcement qui s'ensuit de la frontière avec les Samnites débouche en 327 av. J.-C. sur la deuxième guerre samnite,.
Les troubles internes à Naples sont le casus belli de la deuxième guerre samnite. Si Rome domine le nord de la Campanie autour de Capoue, les Samnites ont des alliés avec les cités du sud-est aux abords des montagnes qui délimitent la Campanie du Samnium, telles que Nola et Nuceria Alfaterna.
Dans le long conflit de plus de vingt ans qui oppose Rome et ses alliés à la confédération samnite, la Campanie est un théâtre de la guerre. Au terme de la guerre, Rome étend sa domination sur la Campanie tout entière, en commençant par Naples et l'alliance conclue en 326, mais aussi en assurant sa prise sur Capoue qui s'est révoltée en 315-314. De plus, Nola et Nuceria, alliées aux Samnites au début de la guerre, sont dorénavant des cités alliées à Rome.

### Les Campaniens dans la République romaine
Lors de la troisième guerre samnite, un certain nombre de raids et pillages samnites ravagent les terres de Campanie. En 290 av. J.-C., Rome soumet les Samnites.
Les Campaniens fournissent des troupes alliées. De temps en temps, Rome utilise par ailleurs un corps irrégulier de mercenaires, sous le nom de legio Campanorum, et emploie des unités spéciales de cavalerie, les alae equitum Campanorum.
En 225 av. J.-C., les iuniores campaniens fournissent 37 000 soldats et 5 000 cavaliers aux armées de la République romaine, soit plus de 6 % des effectifs totaux.